# Суптай
Суптай (каз. Сұптай) — село в Панфиловском районе Жетысуской области Казахстана. Входит в состав Жаскентского сельского округа. Код КАТО — 195638300.

## Население
В 1999 году население села составляло 989 человек (519 мужчин и 470 женщин). По данным переписи 2009 года, в селе проживало 757 человек (383 мужчины и 374 женщины).